# Melting Millions

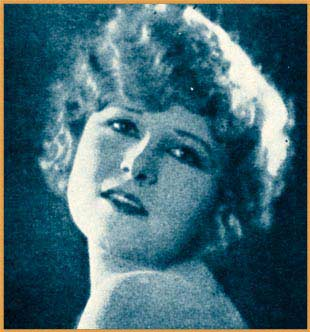
Allene Ray, estrela do seriado.

Melting Millions é um seriado estadunidense de 1927, gênero aventura, dirigido por Spencer Gordon Bennet, em 10 capítulos, estrelado por Allene Ray, Walter Miller e George Kuwa. Produzido e distribuído pela Pathé Exchange, veiculou nos cinemas estadunidenses entre 10 de abril e 12 de junho de 1927.
Este seriado é considerado perdido.

## Elenco
- Allene Ray … Judy Winslow
- Walter Miller … Tenente Palmer
- E. H. Calvert
- William Norton Bailey
- Eugenia Gilbert
- Frank Lackteen
- John J. Richardson
- George Kuwa
- Albert Roccardi
- Bob Burns (creditado Robert Burns)
- John Cossar
- Ernie Adams
- Richard Travers (creditado Richard C. Travers)
- Ann Gladman
- William Van Dyke

## Capítulos
1. A Shot in the Dark
2. Perilous Waters
3. The Fatal Attack
4. The Heiress of Craghaven
5. The Hidden Harbor
6. A Strange Voyage
7. The Mysterious Prisoner
8. The Impostor
9. The Spy
10. Exposed

## Seriado no Brasil
O seriado estreou no Brasil em 2 de dezembro de 1927, no Cine Central, em São Paulo, sob o título Fortuna Infernal.